# Kelet Népe (folyóirat, 1930–1931)
Kelet Népe – irodalmi, kritikai és közgazdasági havi szemle Kolozsvárt. 1930 decemberétől 1931 szeptemberéig 9 száma jelent meg.

## Története
Szerkesztette Szabó Imre, felelős szerkesztő és kiadó Hirsch Lipót. Utolsó száma a szerkesztőnek Aki bírja, marja c. szatirikus regénye. Bár a zsidó olvasóközönség számára indult, íróit felekezeti különbség nélkül válogatta meg. Munkatársai között Kibédi Sándor, L. Krausz Ilona, Salamon László, Újvári Péter szerepelt, a lap fordításban közölte Ilja Ehrenburg és Theodor Lessing humanista-antifasiszta tanulmányait.